# Sint-Jan de Doperkerk (Uithoorn)
De Sint-Jan de Doperkerk, ook bekend als de Schanskerk, is een kerkgebouw uit 1867-1868 in Uithoorn in de provincie Noord-Holland, dat behoord heeft tot de Rooms-Katholieke Kerk.

## Geschiedenis
De parochie van Sint-Jan de Doper werd al in 1782 opgericht. Men ging destijds ter kerke in een schuilkerk. Na het herstel van de bisschoppelijke hiërarchie in Nederland in 1853 ontstond de behoefte aan een echt kerkgebouw ter vervanging van de bouwvallige oude kerk. Architect Herman Jan van den Brink ontwierp een grote driebeukige neoromaanse kerk met twee torens aan de voorzijde. De kosten bedroegen ƒ48.979,--. De bouw begon in 1867 en de kerk werd waarschijnlijk op 29 augustus 1868 ingewijd, de katholieke feestdag ter gedachtenis aan de onthoofding van Johannes de Doper.
Het uit 1824 stammende orgel werd in 1897 vervangen door een nieuw kerkorgel van Michaël Maarschalkerweerd. In de jaren 1950 bleek dat de kerk te klein was geworden voor het grote aantal gelovigen en daarom werd het oude priesterkoor gesloopt en vervangen door een groter koor.
Wegens teruglopend kerkbezoek werd de Parochie Sint-Jan de Doper op 1 januari 2007 samengevoegd met de Parochie van het Allerheiligst Sacrament tot de Rooms-Katholieke Parochie Emmaüs. Besloten werd de beide kerkgebouwen af te stoten en een nieuwe kerk in Uithoorn te bouwen. 

## Slechte staat
Medio 2008 bleek dat de Sint-Jan de Doperkerk, een gemeentelijk monument, in zo'n slechte staat was dat de kerk gesloten moest worden. Het parochiebestuur wilde het gebouw laten slopen, mogelijk met behoud van de voorzijde met de beide torens, maar een aantal lokale actiegroepen kwam in verweer en probeerde in samenwerking met de gemeente Uithoorn de kerk te behouden. 
In april 2012 bleek uit een bouwkundig rapport dat de fundering van de kerk in zo'n slechte staat was, dat het gebouw een gevaar vormde voor de veiligheid van voorbijgangers en omwonenden. Het gebied rondom het gebouw werd op 10 mei 2012 afgezet en omwonenden werden geëvacueerd. Zij konden twee dagen later terugkeren nadat de klokken werden gezekerd en de haan en windwijzer van de toren waren verwijderd. De oorzaak van de problemen was achterstallig onderhoud.
Op 7 juni 2012 vroeg de Emmaüsparochie een sloopvergunning aan voor de Schanskerk, maar op 5 november van dat jaar maakte het College van burgemeester en wethouders van Uithoorn bekend dat deze niet zou worden afgegeven, mede op advies van de plaatselijke monumentencommissie. B & W betrokken in de besluitvorming onder meer het belang van de monumentenzorg en het beeldbepalende karakter van het kerkgebouw. Het college was van mening dat het parochiebestuur zich had onttrokken aan zijn zorgplicht en geen aantoonbaar serieuze pogingen had ondernomen om de Schanskerk te behouden. Het college deed een beroep op het parochiebestuur om actief in overleg te treden met initiatiefnemers die wel mogelijkheden zagen voor investeringen.
In november 2014 tekende het bisdom Haarlem-Amsterdam een koopovereenkomst voor de Schanskerk met een projectontwikkelaar, die woningen wilde bouwen, met behoud van het kerkgebouw en beide torens, en onder inachtneming van door de gemeente vastgestelde contouren en eisen voor de nieuwe bebouwing. Deze overeenkomst is, voor zover bekend, niet uitgevoerd. Op 3 februari 2021 berichtte het plaatselijke nieuwsblad dat de gemeente Uithoorn aan het Bisdom een bod had uitgebracht op de Schanskerk. Bij uitvoering van de plannen van de gemeente zouden de torens en het front van de Schanskerk behouden blijven, en zou er een "parkachtige omgeving met 90 parkeerplaatsen en een tiental woningen" gerealiseerd worden. In maart 2022 werden plannen gepresenteerd waarbij de voorgevel van de Schanskerk en de ernaast gelegen pastorie behouden zouden worden, met daarnaast woningen. Op de plaats van de Schanskerk was nieuwbouw gepland, waarvan de functie nog niet vaststond. In december 2022 berichtte de plaatselijke courant dat de kerk verkocht was aan een projectontwikkelaar. Eind januari 2023 ging de gemeenteraad akkoord met de transactie, waarbij werd aangegeven dat de extra kosten van 1,3 miljoen euro gerechtvaardigd waren vanwege het beeldbepalende karakter van het kerkgebouw.
In 2024 werd echter besloten om op het naast gelegen winkelcentrum een hogere woontoren te gaan bouwen.